# 에디 페네크 아다미

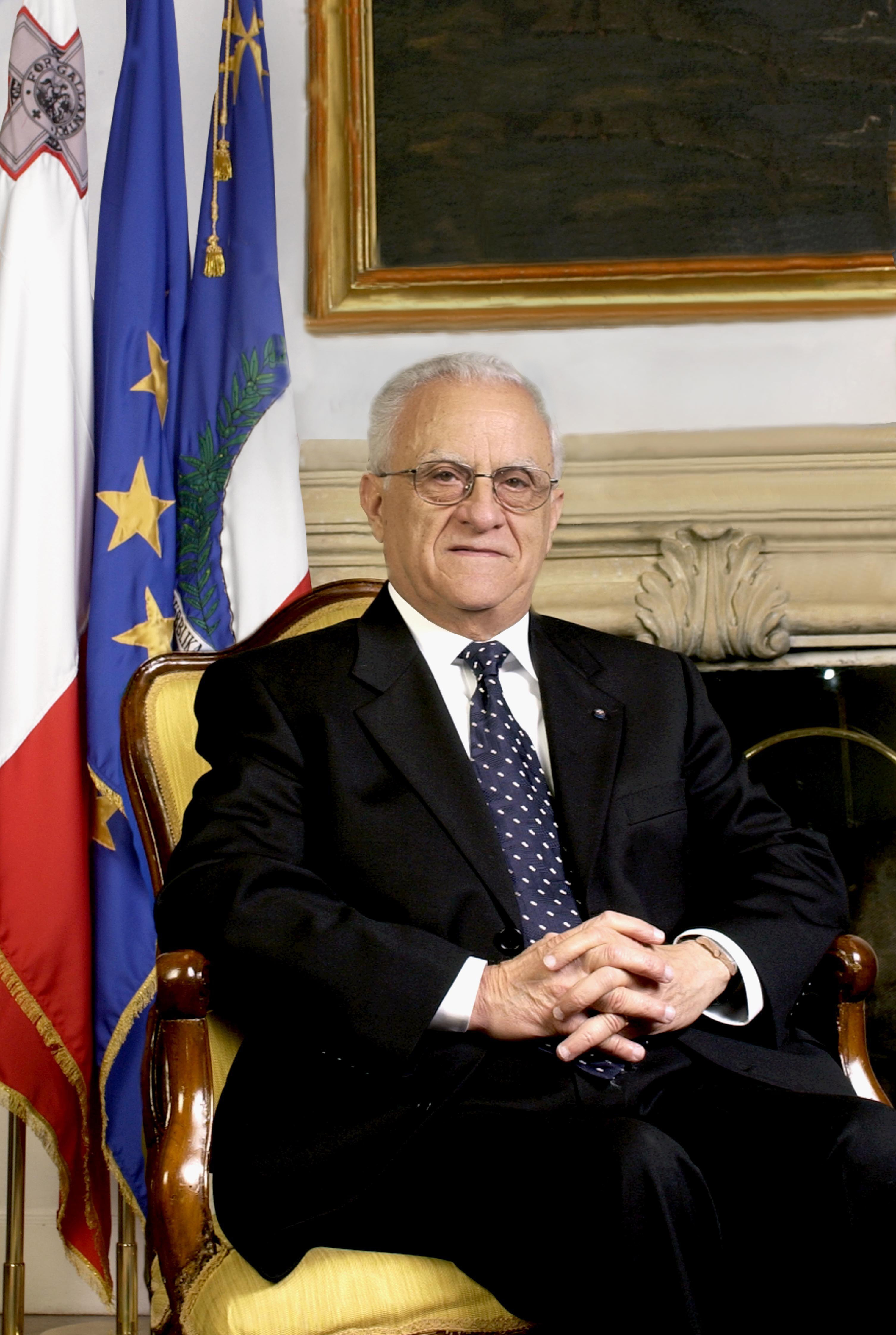
에디 페네치 아다미

에디 페네크 아다미(몰타어: Eddie Fenech Adami, 문화어: 에디 페네크 아다미, 1934년 2월 7일 ~ )는 1987년부터 1996년, 1998년부터 2004년까지 몰타의 총리로 활동하였다. 그 후에 2004년부터 2009년까지 몰타의 대통령이었다.

## 젊은 시절
페네크 아다미는 루이지 페네크 아다미와 조세핀 페이스의 아들이다. 비르키르카라에서 태어난, 그는 비르키르카라에 있는 세인트 알로이시우스 대학과 경제학, 서양고전학, 법을 공부하였던 곳인 몰타 대학교에서 교육을 받았다. 그는 1959년에 변호사로 임명되었다.
그는 메리 (구성은 스키베라스)와 결혼했으며 그들은 존, 벱페, 마이클, 마리아, 루이지, 총 다섯 아이를 두었다.

## 정부
1987년과 1996년 사이, 페네크 아다미는 몰타를 두드러진 변화의 시기로 이끌었다. 법과 비지니스 구조 같은 나라의 유형 기반시설이 완전히 분해 점검되었다. 무역의 제약이 풀어졌으며, 통신, 금융, 재정 서비스의 규제가 철폐되거나 민영화되었다. 몰타는 또한 1990년 7월 16일에 유럽 경제 공동체에 가입을 시도했다. 페네크 아다미 박사는 1992년 2월 선거 후 다시 총리가 되었다.
1996년과 1998년 사이 페네크 아다미는 그의 당이 1998년 9월에 정권을 다시 잡을 때까지 야당의 지도자로 재임하였다. 이전의 노동당 정부가 중단했던, 몰타의 유럽 연합 신청은 재활성화되었으며 협상은 2002년 12월에 마무리되었다. 이것은 2003년 3월에 국민 투표로 확인되었으며 2003년 4월에 민족주의당을 집권당으로 총리로서 페네크 아다미를 확증시킨 총선거가 열렸다.페네크 아다미는 2004년 3월 23일에 총리를 사임했으며, 1964년 독립 이래로 가장 길게 총리로 재임한 사람이 되었다.
2003년 4월 16일에, 페네크 아다미 박사는 유럽 연합과 몰타의 가입 협정을 맺었다. 2003년 12월, 페네크 아다마 박사는 유럽 연합으로 몰타를 넣으려는 그의 변함없는 노력의 인정으로 영향력있는 브뤼셀에 기반을 둔 신문 유럽인의 목소리로부터 2003년 그 해의 유럽인 상을 받았다.
총리로서 그의 사임 후, 아다미는 2004년 4월 4일에 몰타의 대통령이 되었다. 그는 2009년 4월 4일에 조지 아벨라에게 대통령직을 승계하고 공직을 떠났다.
에디 페네크 아다미는 국제 라울 발렌베리 기금의 명예 회원이다.